# مجموعة بنزيل

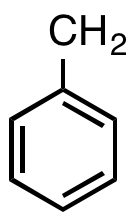
تركيب مجموعة البنزيل

البنزيل في الكيمياء العضوية هي مجموعة وظيفية لها الصيغة الكيميائية - C6H5CH2، أي أنه حلقة بنزين مرتبطة بمجموعة CH2.

## التسمية
تشير السابقة بنزيل في التسمية النظامية إلى مجموعة C6H5CH2 المعوضة، مثل كلوريد البنزيل وبنزوات البنزيل، ويجب التمييز بين البنزيل والفينيل ذي الصيغة C6H5. يستخدم المصطلح (بنزيليك) للتعبير عن موقع الكربون الأولى المرتبطة بالبنزين أو أي حلقة أروماتية. صيغة الجذر الحر للبنزيل هي C6H5CH2.، أما الأيون الموجب فصيغته C6H5CH2+ والأيون السالب صيغته C6H5CH2-. ولا يمكن لأي من هذه الفصائل الثلاث أن يتكون بكميات ملحوظة تحت الظروف الاعتيادية، ولكنها مفيدة كمرجعيات عند مناقشة ميكانيكيات التفاعل.

### الاختصارات
يستخدم الاختصار (Bn) بكثرة للتعبير عن مجموعة البنزيل في التسمية والتوصيفات البنيوية للمركب الكيميائي. فعلى سبيل المثال يمكن كتابة الكحول البنزيلي بالشكل BnOH. ويجب التمييز بين هذا الاختصار و(Bz) وهو اختصار مجموعة البنزويل C6H5C(O)- أو (Ph) اختصار لمجموعة الفينيل (C6H5).

## فعالية المراكز البنزيلية
إن الفعالية الزائدة للمواقع البنزيلية ناتجة عن الطاقة المنخفضة لتفكك روابط C-H البنزيلية، حيث تكون الآصرة C6H5CH2-H أضعف بحوالي 10-15% من الأنواع الأخرى لروابط C-H، وتقوم الحلقة الأروماتية المجاورة بزيادة استقرارية جذور البنزيل. تقارن المعلومات في الجدول أدناه رابطة C-H البنزيلية مع أواصر C-H من أنواع أخرى.
| الرابطة     | الرابطة           | طاقة تفكك الرابطة | طاقة تفكك الرابطة | ملاحظات                                                         |
| الرابطة     | الرابطة           | (kcal/mole)       | (kJ/mole)         | ملاحظات                                                         |
| ----------- | ----------------- | ----------------- | ----------------- | --------------------------------------------------------------- |
| C6H5CH2-H   | رابطة C-H بنزيلية | 90                | 377               | مقاربة لرابطة C-H الأليلية، مثل هذه الأواصر تظهر فعالية متقدمة. |
| H3C–H       | رابطة C-H ميثيلية | 105               | 439               | إحدى أقوى الروابط الأليفاتية                                    |
| C2H5-H      | رابطة C-H أثيلية  | 101               | 423               | أضعف بقليل من رابطة H3C–H                                       |
| C6H5-H      | رابطة C-H فينيلية | 113               | 473               | مقارنة بجذر الفاينيل، نادر                                      |
| CH2=CHCH2-H | رابطة C-H أليلية  | 89                | 372               | تظهر هذه الروابط فعالية متقدمة                                  |

يعكس ضعف الرابطة C-H استقرارية جذر البنزيل، ولأسباب مشابهة فإن مجموعات البنزيل المعوضة تظهر فعالية زائدة، كما في الأكسدة، أو هلجنة الجذر الحر، أو التحلل الهيدروجيني. وكمثال عملي، فإن بارا-زايلين - بوجود الحفاز المناسب - يؤكسد المواقع البنزيلية حصراً ليعطي حمض الترفثاليك.
CH3C6H4CH3 + 3 O2 → HO2CC6H4CO2H + 2 H2O
تنتج ملايين الأطنان من حمض التيريفثاليك سنوياً باستخدام هذه الطريقة.

## مجاميع البنزيل الواقية
تستخدم مجاميع البنزيل غالباً في التكوين العضوي كمجاميع واقية للكحول والأحماض الكربوكسيلية.
هناك طريقتان شائعتان لوقاية إيثر البنزيل:
- تفاعل الكحول مع بروميد البنزيل وقاعدة قوية مثل هدريد الصوديوم، كما في تفاعل وليامسون[3] لتكوين الإيثر.
- تفاعل الكحول مع مع إيميديت مثل ثلاثي كلورو إيميديت البنزيل (C6H5CH2OC(CCl3)=NH) محفزاً بواسطة ثلاثي فلورو ميثان حامض السلفونيك، والتفاعل التالي يعطي مثالاً لتكون إيثر بارا-ميثوكسي بنزيل (PMB):[4]

يمكن إزالة مجموعة البنزيل عن طريق الهدرجة، حيث تنشطر إيثرات PMB بواسطة بروميد المغنيسيوم ثنائي مثيل الكبريتيد، أو CAN أو DDQ، وتستخدم إحدى الدراسات ملح بنزيل أوكسي البريدنيوم كعامل ينقل البنزيل إلى الكحولات.
استخدم ثلاثي فلور التولوين كمذيب بوجود أكسيد المغنسيوم كنابش للحمض. يعتقد أن نوع التفاعل لهذا التحول هو SN1 بالاستناد إلى اكتشاف كميات ضئيلة من النواتج العرضية لتفاعل فريدل-كرافتز مع التولوين كمذيب.